# (20415) Amandalu
(20415) Amandalu (1998 RL61) – planetoida z pasa głównego asteroid okrążająca Słońce w ciągu 3,34 lat w średniej odległości 2,23 j.a. Odkryta 14 września 1998 roku.